# Tolången (naturreservat, Kinda kommun)
Tolången är ett naturreservat i Kinda kommun i Östergötlands län och Västerviks kommun i Kalmar län. Denna artikel beskriver delen i Östergötlands län medan delen i Kalmar län beskrivs i Tolången (naturreservat, Västerviks kommun).
Området är naturskyddat sedan 2012 och är 21 hektar stort. Reservatet omfattar natur vid Tolångens sydvästra strand och består av naturskogsartad barrskog och lövträdsrik blandskog.